# Аппаково (Алькеевский район)
Аппа́ково (тат. Апак) — село в Алькеевском районе Республики Татарстан, административный центр Аппаковского сельского поселения.

## Название
Наименование поселения происходит от чувашской фамилии Аппаков, а оно от чувашского Аппа - мать, старшая сестра, тётя. Так как в отличие от татарского языка имеет геминацию в виде двух букв П, где в татарском и других тюркских языках одно П. Передалось от соседнего села Чувашское Аппаково, сначала было одно село, но после переселения татар, жители разделились на двое.

## География
Находится в Западном Закамье, на левом берегу реки Путок, у границы с Ульяновской областью. Расстояние до районного центра села Базарные Матаки — 42 км.
Высота над уровнем моря — 67 м.

## История
В «Списке населенных мест по сведениям 1859 года», изданном в 1866 году, населённый пункт упомянут как казённая деревня Среднее Апаково 2-го стана Спасского уезда Казанской губернии. Располагалась при реке Сиктерме, на коммерческом Самарском тракте, в 65 верстах от уездного города Спасска и в 44 верстах от становой квартиры в казённой деревне Базарные Матаки. В деревне в 195 дворах жили 1311 человек (629 мужчин и 682 женщины). Была мечеть.

## Население
| 1782 | 1859 | 1897 | 1908 | 1920 | 1926 | 1949 | 1958 | 1970 | 1979 | 1989 | 2000 | 2015 |
| ---- | ---- | ---- | ---- | ---- | ---- | ---- | ---- | ---- | ---- | ---- | ---- | ---- |
| 184  | 1190 | 1831 | 2180 | 2391 | 1310 | 917  | 742  | 848  | 528  | 452  | 425  | 310  |

Национальный состав села: татары.

## Инфраструктура
Магазин. В селе 5 улиц и 3 переулка. К селу проходит автобусный маршрут «Базарные Матаки — Аппаково». Через село проходит автодорога 16К-0191 «Алексеевское — Базарные Матаки — Высокий Колок» (часть маршрута Казань — Самара).

## Религия
Мечеть «Гайса» (с 2011 г.).